# Kake (plaats in Alaska)
Kake is een plaats (city) in de Amerikaanse staat Alaska, en valt bestuurlijk gezien onder Wrangell-Petersburg Census Area.

## Demografie
Bij de volkstelling in 2000 werd het aantal inwoners vastgesteld op 710.
In 2006 is het aantal inwoners door het United States Census Bureau geschat op 653, een daling van 57 (-8.0%).

## Geografie
Volgens het United States Census Bureau beslaat de plaats een oppervlakte van 36,6 km², waarvan 21,1 km² land en 15,5 km² water.
De plaats ligt aan de noordwestkust van het eiland Kupreanof Island. Hier bevindt zich Kake Airport en de Kake Seaplane Base en meert de ferry van de Alaska Marine Highway aan.

## Plaatsen in de nabije omgeving
De onderstaande figuur toont nabijgelegen plaatsen in een straal van 72 km rond Kake.